# Klosterwirt Rinchnach
Der Klosterwirt ist ein ehemaliger Gasthof in der niederbayerischen Gemeinde Rinchnach und gehörte zu den Gebäuden des Klosters Rinchnach. Der zweigeschossige Halbwalmdachbau wurde im 17. oder 18. Jahrhundert erbaut und steht teilweise unter Denkmalschutz.

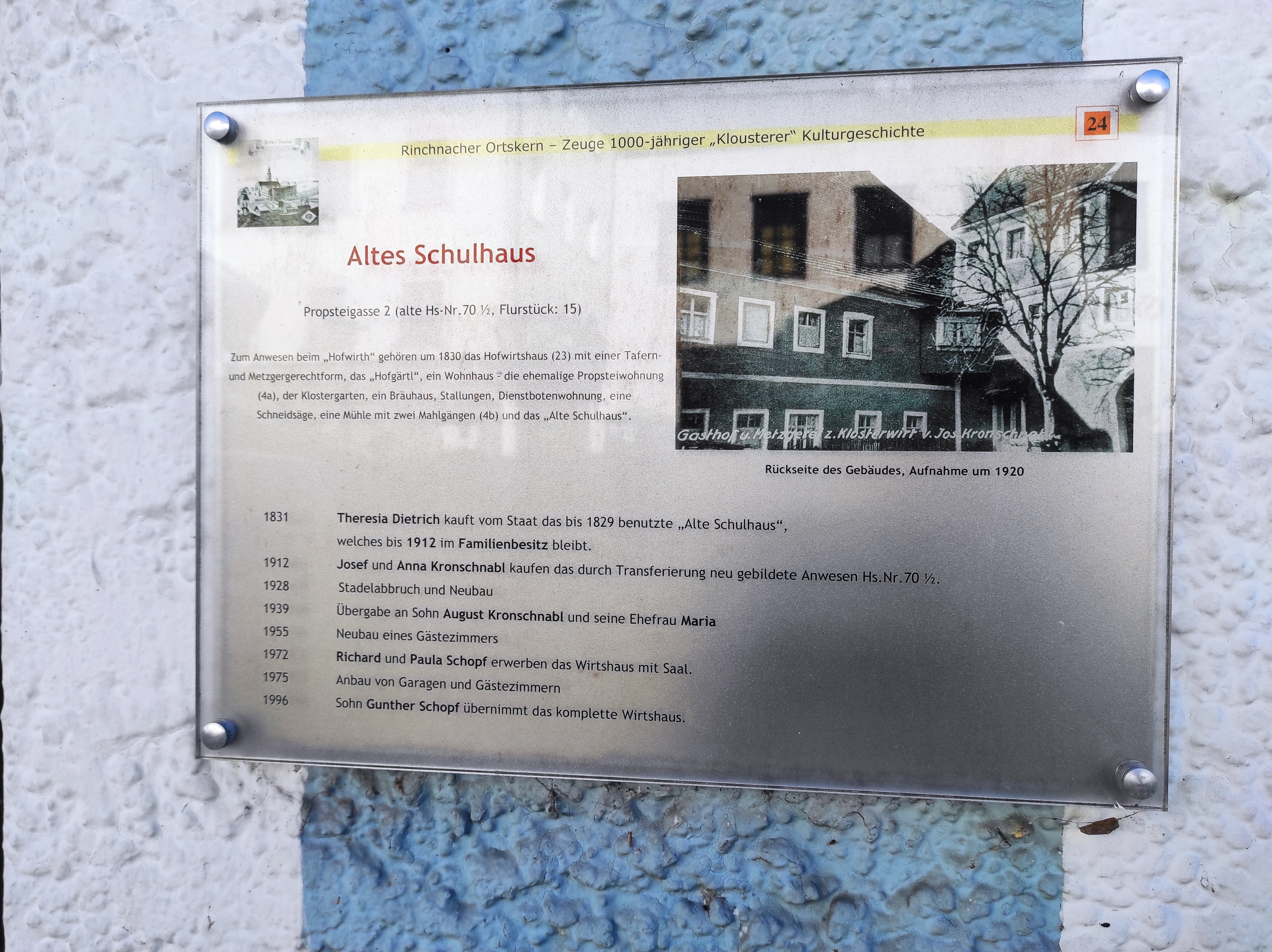

## Geschichte
Ein genaues Baujahr ist aufgrund fehlender Aufzeichnungen nicht bekannt; die erste bekannte Eigentumsüberschreibung stammt aus dem Jahr 1831, als Theresia Dietrich das bis 1829 benutzte „Alte Schulhaus“ vom Staat kaufte. Das Gebäude blieb bis 1912 im Familienbesitz und wurde dann von Anna und Josef Kronschnabl gekauft. Im Anschluss daran wurden bauliche Veränderungen vorgenommen und das Eigentum 1939 an den Sohn der Familie Kronschnabl, August, vererbt.
Nach dem Neubau einiger Gästezimmer übernahmen Richard und Paula Schopf das Wirtshaus und den darin befindlichen Saal. Im Jahr 1975 wurden weitere Gästezimmer angebaut. 1996 wurde das Gebäude schließlich an Gunther Schopf (Sohn der Familie Schopf) übergeben. 
Seit 2022 besitzen David Siemers und Antonia Ammon das Gasthaus und wollen neben dem Gasthaus im Gebäude einen Co-Working-Space errichten.